# Eli Whitney Blake, Sr.

Eli Whitney Blake sen. 1795–1886

Eli Whitney Blake Sr. (* 27. Januar 1795 in Westboro, Massachusetts; † 18. August 1886 in New Haven (Connecticut)) war ein US-amerikanischer Unternehmer und Erfinder des dampfbetriebenen Steinbrechers.

## Leben
Blake war der Sohn von Elihu Blake, einem Farmer, und Elizabeth Whitney, der Schwester des Erfinders der Baumwoll-Entkörnungsmaschine Eli Whitney. Er hatte vier Brüder und drei Schwestern. Sein berühmter Onkel finanzierte Blake den Besuch des Yale College, von dem er 1816 graduierte. Er gehörte der Skull & Bones Society an. Seine Brüder Charles Thompson Blake ´47 und Henry Taylor Blake´48 absolvierten ebenfalls Yale College. Anschließend besuchte er die Rechtsschule (law school) in Litchfield, Connecticut, die aber bald verließ, als sein Onkel ihn bat, ihm bei der Leitung seiner Waffenfabrik in der Nähe von New Haven, genannt Whitneyville in Hamden, Connecticut zu helfen. Als Whitneys rechte Hand gewann Blake vielerlei praktische Erfahrung im Maschinenbau und Bauwesen.
Am 8. Juli 1822 heiratete Blake Eliza Maria O’Brien aus New Haven. Sie hatten zwölf Kinder, darunter fünf Töchter, eine verstarb im Kindesalter, und sieben Söhne (einer verstarb im Kindesalter und zwei weitere Mitte zwanzig). Alle sechs Söhne besuchten das Yale College – wie ihr Vater.
Nachdem Eli Whitney 1825 verstorben war, führte Blake mit seinem Bruder Philos die Whitney Waffenfabrik zehn weitere Jahre. Sie modernisierten deren Ausrüstung einschließlich der ältesten Fräsmaschine und Bohrmaschine, die bis heute erhalten ist. Nach 10 Jahren übergaben die Gebrüder Blake die Waffenfabrik an die Treuhänder, Henry W. Edwards und James Goodrich, die für weitere acht Jahre die Steinschloß-Musketen für das U.S. Ordnance Department herstellten.

## Leistungen
1835 verließen die Gebrüder Blake Whitney’s und starteten mit ihrem anderen Bruder John eine Eisenwaren-Fabrik im nahe gelegenen Westville unter dem Namen „Blake Brothers“. Sie stellten auch verschiedene Haushaltsgeräte her. Die Brüder erfanden und meldeten Patent an für Türschlösser (1833 und 1836) Klinken (1840) Verschlüsse (1843), Bettgestelle mit Rollen und Korkenzieher (1860) sowie Türangeln und Scharniere. Nach dem Tod von Philos und John wurde die Firma geschlossen.
Während seiner Arbeit im Ausschuss für die Stadt New Haven, wurde dieser 1851 damit beauftragt, eine Schotterstraße von zwei Meilen nach Westville zu bauen. Blake fand heraus, dass lediglich ein Hammer das einzig verfügbare Werkzeug war, um die Steine für den Straßenbau zu zerkleinern. Er arbeitete sieben Jahre an jedem einzelnen Detail auf dem Papier an einer Maschine, bevor er eine perfekt funktionierende Maschine baute, die Steine unterschiedlicher Größen und Formen in die gewünschten Fragmente schnell und automatisch zerkleinern konnte. Die dampfbetriebene Maschine hatte senkrechte Backen, von denen eine sich auf die andere zubewegte mit ausreichendem Druck (27,000 pounds per Quadratzoll), um Basalt Dolerit-Gestein zu zerdrücken. 1858 meldete er diese zum Patent an (U.S. patent # 20,542) und gründete die „Blake Rock Crusher Company“, um diese Maschine herzustellen.
Sie fand breit gefächerte Verwendung zum Zerkleinern von Erz sowie im Straßenbau, Schotter für den Eisenbahnbau sowie Zement.

Eli Whitney Blake Medaille 1795–1886

1872 schätzte Blake, dass seine 509 Maschinen ihren Besitzern bereits Einsparungen von über $55 Millionen eingebracht hätten. „Blake crushers“ sind noch heute in Betrieb. Jedoch nach zahlreichen Klagen in den 1860er und 1870er Jahren erntete Blake – ähnlich wie sein Onkel mit der Cotton Gin – wenig Belohnung aus den Patentrechtsverletzungen. Das Patent wurde 1866 wieder ausgegeben und 1872 noch einmal um 7 Jahre verlängert.
Blakes Interessen galten sowohl der Wissenschaft als auch der Technik. Er war Mitbegründer der Connecticut Academy of Arts and Sciences und von 1850 bis 1852 deren Präsident. Die Connecticut Academy ist die drittälteste Gelehrtengesellschaft in den Vereinigten Staaten.
Er war Fellow der American Association for the Advancement of Science (AAAS), der weltweit größten wissenschaftlichen Gesellschaft von 1874 bis zu seinem Tod 1886. Fellows werden ernannt.
Als er noch Musketen herstellte, veröffentlichte er bereits Beiträge über Mechanik und Dynamik von Flüssigkeiten in der von Benjamin Silliman herausgegebenen Zeitschrift „American Journal of Science and Arts“ Blake legte neue Ansichten über die Ausbreitung von Klangwellen durch die Atmosphäre vor und veröffentlichte diese 1848 und 1850 im „American Journal“. Seine verschiedenen Beiträge publizierte er 1882 in einem einzigen Band als “Original Solutions of Several Problems in Aërodynamics”.

## Werke
- Original solutions of several problems in aerodynamics – Publisher: Tuttle, Morehouse & Taylor, New Haven, printers January 1, 1882